# Austroniscus coronatus
Austroniscus coronatus är en kräftdjursart som beskrevs av Schiecke och Modigh-Tota 1976. Austroniscus coronatus ingår i släktet Austroniscus och familjen Nannoniscidae. Inga underarter finns listade i Catalogue of Life.